# أبو مشول ذو المنجل
أبو مِشْوَل ذو المنجل أو أبو مِشْوَل (الاسم العلمي Falculea palliata)، نوع من الطيور الجواثم رقيقات المناقير وفصيلة الهدهديات. موطنه جزيرة مدغشقر. يألف البراري والأدغال التي تبعد كثيرًا عن مجاري الماء. ملجنه الحياتي زوجي. قوته الحشرات المجنحة والديدان والدعاميص وبعض الثمار العنبية البرية. جسمه متوسط القد يطول نحو 36 سم. منقاده منجلي الشكل، دقيق الطرب المدبب، يطول نحو 8 سم. رأسه وعنقه وصدره وبطنه إلى البياض الأغبر الدنس. رداؤه وجناحاه وذنبه إلى السواد الفحمي. ذنبه متوسط الطول، مقطوم الطرف. يدثن عشه في أعالي الأشجار الرفيعة. الأنثى تحضن وحدها من 4 إلى 5 بيضات بينما الذكر يؤمن لها الغذاء.